# Transmaniacon
Transmaniacon è un romanzo di fantascienza del 1979 di John Shirley, la cui storia è ambientata negli Stati Uniti del XXII secolo, dove inizia un inseguimento in luoghi futuristici.
I titoli dei capitoli vengono presentati come se si trattasse dell'inizio di una canzone.
In Italia è stato pubblicato nel 1980 nella collana Urania.
Il titolo del romanzo proviene da Transmaniacon MC, brano musicale tratto dall'album di debutto Blue Öyster Cult del gruppo musicale statunitense omonimo Blue Öyster Cult, pubblicato nel gennaio 1972.

## Trama
Ben Rackey è un ex provocatore professionista, ormai pensionato, e cittadino americano nel XXII secolo. In un pianeta Terra sconvolto da una guerra mondiale nucleare e tecnologicamente avanzato, decide di rimettere in gioco le sue capacità per rompere l'isolamento fisico degli Stati Uniti, frammentati politicamente in città-stato indipendenti le une dalle altre e circondati da una bolla energetica protettiva che impedisce qualsiasi ingerenza esterna, dall'entrata e uscita di esseri umani, al contagio radioattivo. Tuttavia Rackey custodisce un sogno, attraversare l'oceano e raggiungere l'altra sponda del mondo. Le sue capacità di provocatore, l'incontro con Gloria e l'inatteso aiuto del Transmaniacon, uno strumento in grado di amplificare il grado di empatia con i suoi interlocutori, lo aiuteranno nella sua battaglia contro Chaldin, un ricco e potente ultracentenario determinato a mantenere l'isolamento degli Stati Uniti per conservare ed ampliare il suo potere politico sulle città-stato.